# صلاح الدين شروخ
صلاح الدين شروخ (7 سبتمبر 1941 - 27 مارس 2020)، أكاديمي وباحث متخصص في مجالي علم الاجتماع التربوي والبيئي. عُرف بإسهاماته العلمية التي أثرت بشكل ملحوظ في تطوير منهجية البحث العلمي، ولا سيما في الحقول القانونية والاجتماعية، حيث قدم رؤى جديدة وأدوات منهجية فعالة لدراسة هذه المجالات.
يُعد كتابه "منهجية البحث العلمي للجامعيين" مرجعًا مهمًا للطلاب والباحثين، إذ يوفر إطارًا علميًا شاملاً لبناء البحوث الأكاديمية بشكل منظم ودقيق. إلى جانب إسهاماته الأكاديمية، كان للدكتور شروخ حضور بارز في المجال الإعلامي والثقافي، إذ شارك بمقالات منتظمة في صحف ودوريات عربية وسورية، كما كتب في جريدة "أديغة ماق" التي تصدر في القفقاس. لم تتوقف نشاطاته عند الكتابة، بل امتدت إلى تقديم برامج تلفزيونية تهدف إلى تعزيز الوعي البيئي، وإعداد وتنشيط برامج تربوية عبر إذاعة عنابة.
كان عضوًا في اتحاد الكتاب الجزائريين، وباحثًا في الدراسات الأوروبية–القفقاسية. كما شغل دور المستشار الأكاديمي لتقييم الأبحاث العلمية.

## المسيرة الأكاديمية
حصل على دكتوراه في علم الاجتماع التربوي البيئي من جامعة عنابة عام 2000 بتقدير "مشرف جدًا". كما نال دكتوراه في التربية من جامعة القديس يوسف في بيروت عام 1981 بتقدير "جيد"، وماجستير في التربية (تخطيط المناهج) من نفس الجامعة عام 1975 بتقدير "ممتاز".

## الخبرة المهنية
شغل الدكتور شروخ مناصب تعليمية وبحثية متعددة، منها:
- أستاذ فلسفة في الثانويات السورية والجزائرية.
- أستاذ التربية وطرائق التدريس وعلم النفس في دور المعلمين السورية.
- مدرب ميداني للمعلمين في برنامج التدريب المستمر للمعلمين أثناء الخدمة في محافظة الرقة – برنامج الأمم المتحدة مع سورية.
- أستاذ علم النفس الاجتماعي والتربية بجامعتي قسنطينة وعنابة.
- رئيس مصلحة الدراسة عن بعد بجامعة التكوين المتواصل في مركز عنابة.
- أستاذ منهجية البحث العلمي بجامعتي باجي مختار والتكوين المتواصل في عنابة.

## الوفاة
توفي في 27 مارس 2020. 

## المؤلفات
ألف الدكتور شروخ العديد من الكتب، من أبرزها:
- منهجية البحث العلمي للجامعيين: علوم قانونية، علوم اجتماعية" (2003)، والذي يُعد مرجعًا مهمًا لطلبة الجامعة في السنوات الأولى ولمختلف التخصصات.
- مدخل في علم الاجتماع للجامعيين" (2005)، الذي يقدم نظرة شاملة لعلم الاجتماع ومفاهيمه الأساسية.
- علم النفس التربوي للكبار، أو علم النفس الأندراغوجي" (2008)، الذي يتناول موضوعات في علم النفس التربوي وتطبيقاته على تعليم الكبار.
- التربية البيئية الشاملة: البيداغوجيا والأندراغوجيا" (2009)، الذي يركز على أهمية التربية البيئية في المجتمعات الحديثة.